# Parodontaler Screening-Index

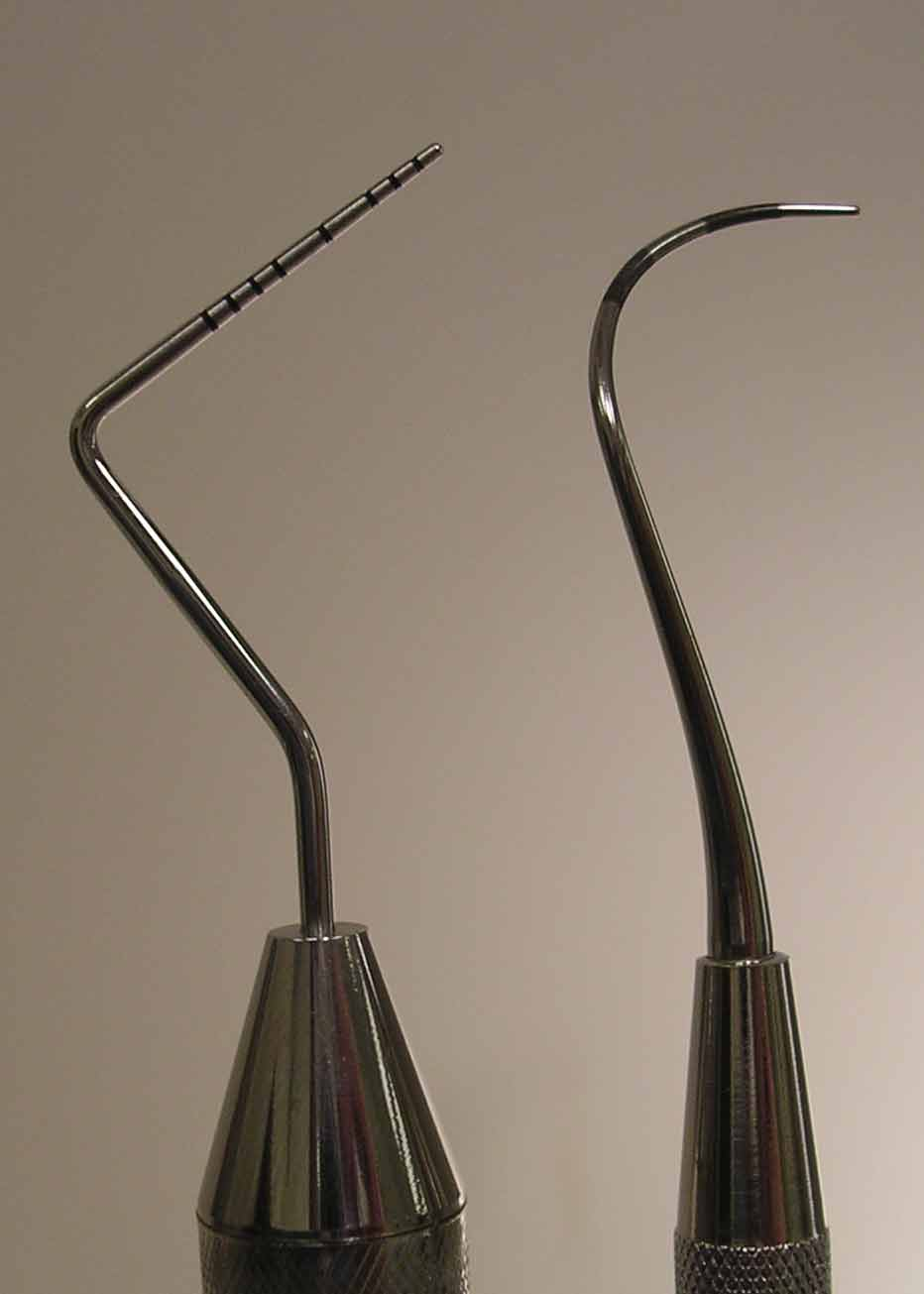
Links: Parodontalsonde, rechts: Bifurkationssonde

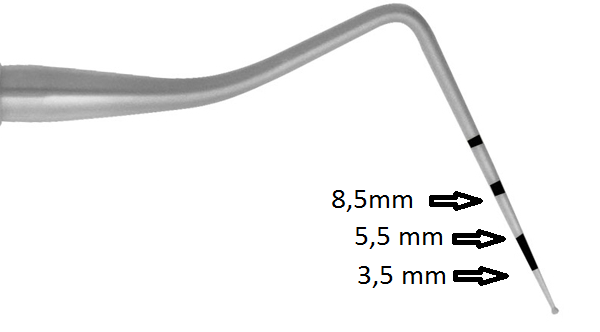
WHO-Sonde zur Messung des PSI-Codes

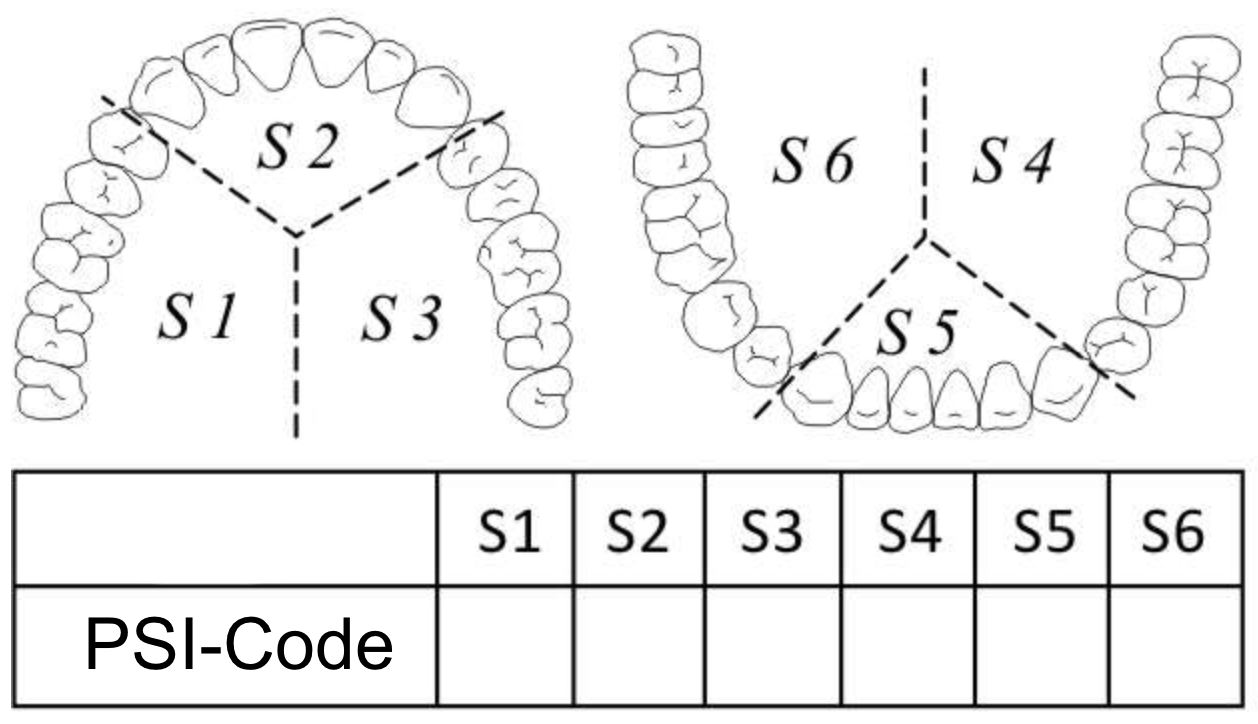
Erhebung des PSI-Codes nach Sextanten

Zur Früherkennung parodontaler Erkrankungen wird der Parodontale Screening-Index (PSI) erhoben. Mit einer speziellen Parodontalsonde (WHO-Sonde) wird die Tiefe der Zahnfleischtaschen, die Blutungsneigung der Gingiva (Zahnfleisch) und Rauigkeiten der Zahnoberflächen in den Zahnfleischtaschen gemessen. Die PSI-Sonde hat als spezielle Längenmarkierung ein schwarzes Band zwischen 3,5 mm und 5,5 mm und am Arbeitsende eine Halbkugel mit 0,5 mm Durchmesser, um die Untersuchung schmerzfrei und ohne Verletzung der Gingiva durchführen zu können. Hierzu steht alternativ eine computergesteuerte Parodontalsonde (Florida Probe; pa-on)  zur Verfügung, die mit einer druckkalibrierten Messung die direkte Übertragung der Messdaten in ein Computerprogramm ermöglicht. Das Screening soll bei allen Patienten, also der Gesamtbevölkerung, im Rahmen der routinemäßigen zahnärztlichen Untersuchungen durchgeführt werden.

## Vorsorgeuntersuchung
Bei einer Zahnvorsorgeuntersuchung werden die Zähne und der Mundraum eingehend untersucht, um eventuelle Zahn-, Mund- und Kieferkrankheiten festzustellen. Teil dessen ist die Erhebung des Parodontalen Screening Index. Über den Inhalt der Vorsorgeuntersuchung siehe

## Erhebung
Zur Untersuchung wird das Gebiss in sechs Gebiete (Sextanten) aufgeteilt. In jedem Kiefer umfasst der Sextant den Frontzahnbereich und die beiden Seitenzahnbereiche. An jedem Zahn werden an vier bzw. sechs Stellen (mesiobukkal, bukkal, distobukkal, mesiooral, oral und distooral) die genannten Parameter erhoben und auf einer Skala von 0 bis 4 festgehalten. Für jeden Sextanten wird jeweils der höchste Wert notiert. Bei Code 0 sind Gingiva und Parodontium (Zahnbett) gesund. Die Codes 1 und 2 deuten auf eine Zahnfleischentzündung (Gingivitis) hin, Code 3 und 4 auf eine mittelschwere bzw. schwere Form der Parodontitis. Aufgrund der Ergebnisse werden gegebenenfalls weitergehende Untersuchungen und Therapiemaßnahmen notwendig.

## Kosten
Diese Untersuchung wird in Deutschland bei gesetzlich krankenversicherten Patienten einmal im Zeitraum von zwei Jahren von den Krankenkassen übernommen. Eine Altersbegrenzung besteht nicht. Häufigere Messungen sind möglich, jedoch sind die Kosten dafür vom Patienten selbst zu bezahlen. Sie werden nach der Gebührenordnung für Zahnärzte abgerechnet.

## Konsequenzen
Mit dem PSI werden Befunde erhoben und keine Diagnosen gestellt. Als Individualindex, der 1982 vom Community periodontal index of treatment needs (CPITN) abgeleitet wurde, besagt der PSI,  dass bei den Graden 0, 1 und 2 eine Parodontitis ausgeschlossen werden kann.
Je nach Ergebnis des Screenings werden bei Grad 1 und 2 Maßnahmen ergriffen, um die pathogenen Befunde zu beseitigen, wie Mundhygienemaßnahmen, Zahnsteinentfernung oder eine Professionelle Zahnreinigung.  Die Grade 3 und 4 bedeuten, dass eine behandlungsbedürftige Parodontitis vorliegen kann. In der Folge ist eine eingehende Diagnostik, die die jeweilige Verdachtsdiagnose stützt, durchzuführen. Ab einem PSI-Code 3 (Taschentiefe über 3,5 mm) werden die Kosten einer systematischen Parodontalbehandlung von den gesetzlichen Krankenkassen übernommen (Parodontitis, Gingivale Vergrößerungen). Die erhobenen Daten können als Individualwerte nicht (wie beim CPITN) zu epidemiologischen Aussagen (Vorsorgeforschung) herangezogen werden.

## Geschichte

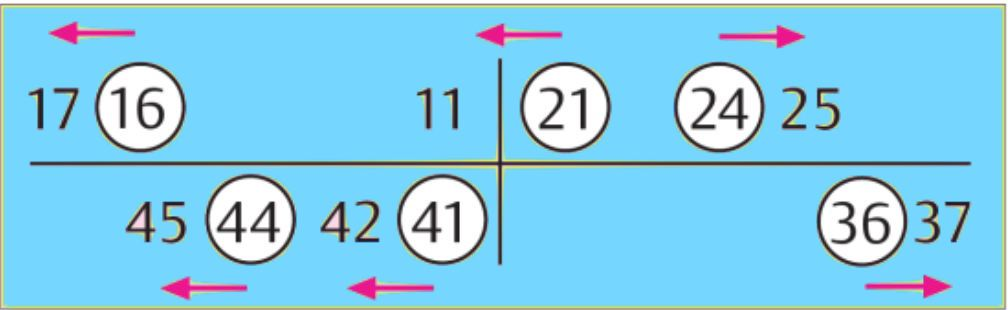
Periodontal Disease Index nach Ramfjord

Für epidemiologische Studien entwickelte 1956 A. L. Russel den Periodontal Index (PI). Darauf aufbauend hat Sigurd P. Ramfjord im Jahre 1959 den Periodontal Disease Index (PDI) entwickelt. Ramfjord hat die Zähne 16, 21, 24, 36, 41 und 44 als Referenzzähne bestimmt, an denen der parodontale Zustand erfasst wird. Fehlt einer dieser Zähne, wird der mesial oder distal davon stehende Zahn ersatzweise herangezogen.
Es folgte 1982 der Ausbau durch J. Ainamo et al. und die Übernahme des Index durch die Weltgesundheitsorganisation (WHO), der nunmehr die Bezeichnung Community Periodontal Index of Treatment Needs (CPITN) erhielt.
Nachdem sich diese Indices nicht für die Praxis eigneten, hat die American Academy of Periodontology zusammen mit der American Dental Association (ADA) 1998 den CPITN zum Periodontal Screening and Recording (PSR) modifiziert. 2002 wurde dieser als PSI von der Deutschen Gesellschaft für Parodontologie in Deutschland eingeführt.

## PSI-Code International
Der PSI-Code wird weltweit im Rahmen zahnärztlicher Untersuchungen erhoben. In den USA wird er Periodontal Screening and Recording (PSR) genannt.